# 中核自衛隊
中核自衛隊（ちゅうかくじえいたい）は1951年（昭和26年）に、ソ連共産党のスターリン・中国共産党の劉少奇らの日本国内の暴力革命の指示を受けて、日本共産党第5回全国協議会における「51年綱領」によって明記された暴力による革命を実現するための日本共産党軍事組織の名称。軍事組織はY組織またはYと称された。

## 沿革

### 日本共産党の武装革命路線
朝鮮戦争中（1950年～1953年）の1951年（昭和26年）、中国共産党の指導により、日本共産党は第5回全国協議会で武装闘争（暴力革命）方針を決定した。

### コミンフォルムによる指図
1950年1月6日、コミンフォルム（共産党国際情報局）の機関誌『恒久平和のために人民民主主義のために!』に「日本の情勢について」が発表され、野坂参三の平和革命論が批判された。野坂参三はこの批判を受け入れ修正する一方、日本共産党の軍事方針・武装闘争路線をすすめるようになった。また同年1月12日に日本共産党は『「日本の情勢について」に関する所感』を発表する。1950年5月30日の人民広場事件で共産党デモ隊と占領軍が衝突すると、6月6日に日本共産党幹部が公職追放となり、同年7月には9人の日本共産党幹部について団体等規正令に基づく政府の出頭命令を拒否したとして団体等規正令違反容疑で逮捕状が出た（レッドパージ）。徳田球一らは所感派と称して地下活動を開始し、同1950年10月、所感派指導部発行（編集責任は伊藤律）の『平和と独立』（10月7日号）・『内外評論』（10月12日特別号）誌で「共産主義者と愛国者の新しい任務−力には力をもってたたかえ」を発表、国会は「帝国主義の独裁を民主主義の偽装によって人民の目をゴマかすための金のかかった道具にすぎない」「決死的な人民武装勢力の闘争なしには」人民政府は樹立されないとして武装闘争、暴力革命を訴えた。

### 中国共産党による日本共産党への指令
当時、朝鮮戦争中であった中国共産党の劉少奇は「日本革命は武装革命である。武装闘争を準備せよ」と指揮した。日本共産党は中核自衛隊、山村工作隊といった非合法武装組織を組織、火炎瓶の作成パンフレットを作成した。

### 四全協の軍事方針
1951年（昭和26年）2月23日の第4回全国協議会（四全協）で「軍事方針」が提起され、「敵の軍事基地の拠点の麻痺・粉砕」「軍事基地、軍需生産、輸送における多種多様な抵抗闘争」「意識的な中核自衛隊の結集」「自衛闘争の中からつくりだされる遊撃隊」「警察予備隊に対する工作」「警察に対する工作」などが発表され、地下軍事組織は「Y」と呼ばれた。
1951年2月ガリ版のパンフレット『球根栽培法』第31号に「われわれは武装の準備と行動を開始しなければならない」が掲載。

### クンチェボ会議
1951年8月、ヨシフ・スターリンとコミンフォルムは2月の四全協の「分派主義者に関する決議」を支持、宮本顕治らを批判した。モスクワ郊外のスターリン別荘等でのクンチェボ会議において徳田球一、野坂参三、西沢隆二、袴田里見、ゲオルギー・マレンコフ、ヴャチェスラフ・モロトフ、ラヴレンチー・ベリヤ、中国共産党の王稼祥らは日本における武装革命方針を作成し、これが五全協において51年綱領として日本共産党から発表された。
1951年10月3日付けの「球根栽培法」でも、なぜ共産党に軍事組織が必要かが説明された。

### 五全協の軍事方針
1951年（昭和26年）10月16から17日にかけて第5回全国協議会（五全協）が開かれ、「51年綱領」が無修正で採択され、軍事方針も発表された。武装綱領と呼ばれた「われわれは武装の準備と行動を開始しなければならない」では、日本民族の独立を第一義とした「民族解放民主革命」を理想とし、「軍事組織の最も初歩的なまた基本的なもの」として「中核自衛隊」が唱えられた。

## 武器・兵器
1951年10月のガリ版『新しいビタミン療法』では第一次世界大戦でドイツ軍が化学兵器として使用した毒ガスの臭化キシロールの製法が紹介され、また同パンフレット「栄養分析表」では時限爆弾、ラムネ弾、火炎瓶、タイヤパンク器、速燃紙の製造法、入手方法などが書かれた。また同時期の「理化学辞典」と題された書物（発行日不明）では、催涙弾、火炎弾、黒色火薬、塩素酸加里爆薬、ピクリンサン爆薬、雷コウ（雷酸水銀）などの製造法が紹介された。

## 細胞
当時、共産党は細胞とよばれる基礎組織を日本全国の学校や党員の職場などで結成していたが、元東京都学連執行部の森田実によれば東京大学教養学部細胞指導部も中核自衛隊、山村工作隊へのスカウトを行っていた。

## 武装闘争の実行

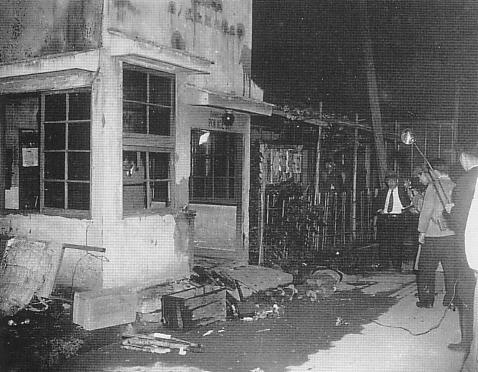
岩之坂交番襲撃事件（1952年6月25日）

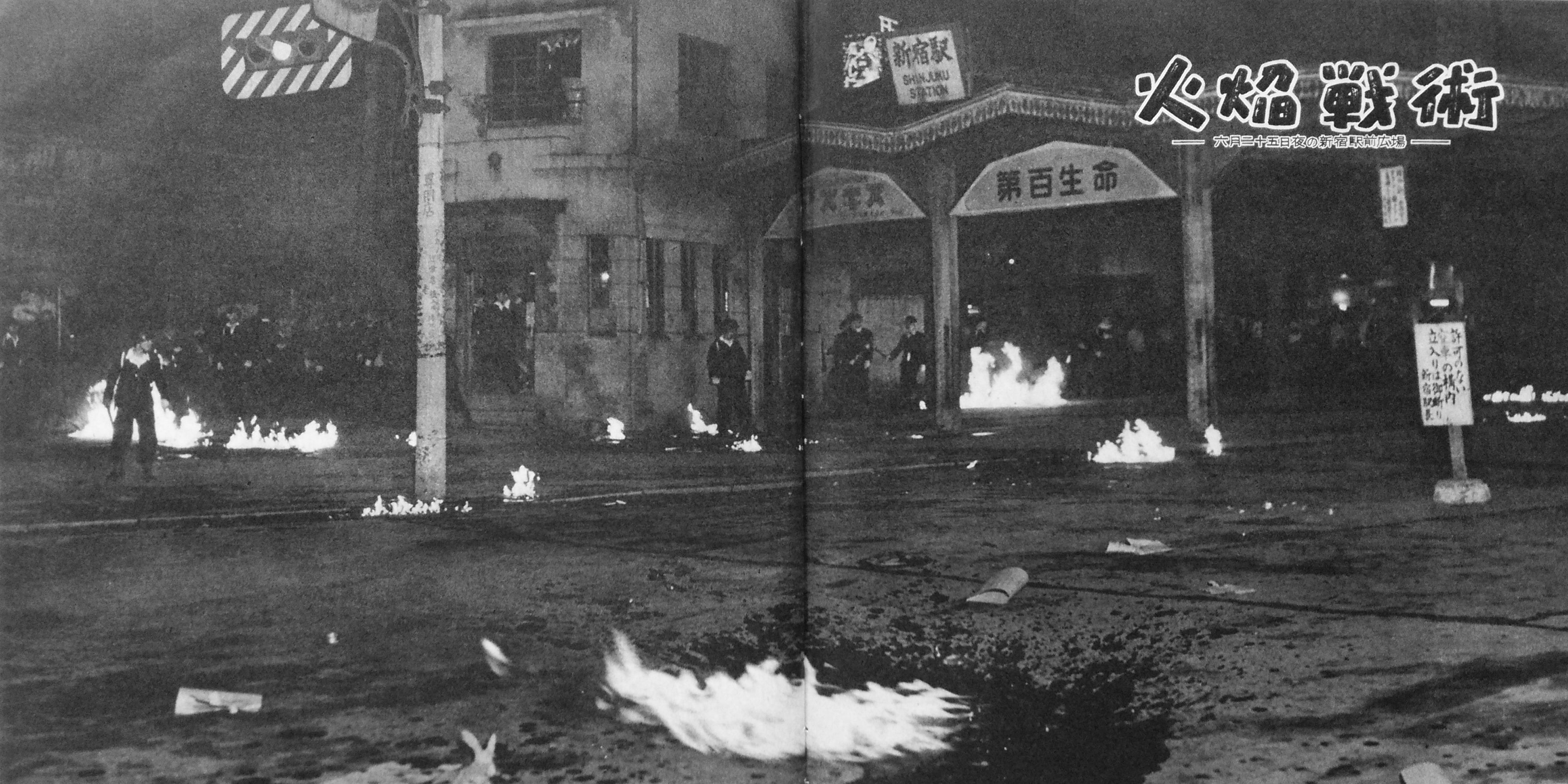
新宿駅事件（1952年6月25日）

これらの軍事方針が実行に移されるようになるのは1952年（昭和27年）に入ってからで、1952年1月札幌の白鳥一雄警部射殺事件、東京・青梅線の貨車暴走事件、東京小河内村の山村工作隊一斉検挙と大小無数の武装衝突事件が起こった。東京のメーデー事件（2人射殺、1,230人検挙）、東京新宿駅前・板橋岩之坂交番所などでの火炎瓶騒擾事件（3人射殺、102人検挙）、大阪の吹田事件、7月7日名古屋の大須事件（121人検挙）といった街頭衝突で、デモ隊は盛んに火炎瓶を投げて警察へのテロを行った。中核自衛隊は、陽動目的で作られた組織とされる。
1952年2月1日、「中核自衛隊の組織と戦術」が球根栽培法第二巻第27号に掲載。
1952年5月1日に皇居外苑で起こった血のメーデー事件を背景に1952年7月21日に破壊活動防止法が制定施行された。
1950年分裂と極左冒険主義を自己批判した1955年7月の第6回全国協議会（六全協）で非合法組織が解散。のち1958年7月の第7回大会で51年綱領も廃止される。
1952年春から夏にかけて破壊活動防止法（破防法）案反対の大衆運動が激しく展開されたが、この運動の中では火炎瓶が多用されており、これらは、地下組織が起こした事件とされる。
森田実によれば、1957年以後、共産党中央本部と対決し、学生運動を共産党の影響下から離脱させる方向へ動いたのは森田がフルシチョフのスターリン批判を知り、共産主義を人道主義から批判したからであるという。森田は1958年、日本共産党中央によって除名処分された。さらに除名後森田は日本共産党に批判的な学生活動家、島成郎に協力して共産主義者同盟（ブント）を結成したが、その後離脱した。

## 証言
由井誓は「この軍事方針が現実の火炎ビン闘争として実行に移されるのは、五二年一月の白鳥事件から八月の横川事件までです。わずか半年余りだった。やがて中核自衛隊は各地で孤立する。多くの隊員が食うや食わずで、栄養失調から結核になったりノイローゼになったりする状態では、相当数の隊員が自然消滅したのは当然ですね。」と述べている。
独立遊撃隊とは異なり、補給は地区に依存していた。小河内山村工作隊のメンバーであった高史明は中核自衛隊について「どうも本気に武装闘争をしていたとは考えられない」と述べている。

## 年表
- 1950年6月25日 - 朝鮮戦争勃発。
- 1951年12月1日 - 東成警察署襲撃事件。
- 1951年（昭和26年）12月16日 - 親子爆弾事件。
- 1952年（昭和27年）5月1日 - 血のメーデー事件。
- 1952年5月25日～5月26日 - 高田事件 (法学)。
- 1952年6月24日～6月25日 - 吹田事件・枚方事件。
- 1952年7月7日 - 大須事件。
- 1952年7月21日 - 破壊活動防止法施行。